# Суходол (Волгоградская область)
Суходол — хутор в Среднеахтубинском районе Волгоградской области России. 
Административный центр Суходольского сельского поселения.

## География

### Улицы
| - ул. Магистральная - ул. Волжская - ул. Заречная - ул. Лесная - ул. Микрорайон - ул. Молодежная - ул. Пионерская - ул. Конечная - ул. Весовая | - ул. Садовая - ул. Советская - ул. Совхозная - ул. Строительная - ул. Суходольская - ул. Труда - ул. Центральная - ул. Школьная - ул. Дачная | - ул. Дружбы - пер. Дошкольный - пер. Дядькина - пер. Озерный - пер. Прибрежный - пер. Речной - пер. Шумроватый |

## Население
| 2010 |
| ---- |
| 1334 |

## Историческая справка
По данным МКУК «Среднеахтубинский районный историко-краеведческий музей» и материалов государственного архива Волгоградской области территория Суходольского сельского поселения начиная с 23 июля 1928 года входит в границы вновь образованного Среднеахтубинского района в составе Заплавинского, Краснозаволжского, Краснооктябрьского, Кузьмичевского, Куйбышевского, Средне-Ахтубинского сельсоветов.
С начала советского периода до 1931 года хутор Суходол значится в составе Средне-Ахтубинского сельсовета, хутор Булгаков - в составе Заплавинского сельсовета. Постановлением Нижне-Волжской краевой административной комиссии от 17.03.1931, утвержденным на заседании Президиума Нижне-Волжского крайисполкома от 16.04.1931, в Средне-Ахтубинском районе образован Суходольский сельсовет, куда вошел хутор Суходол.
В период коллективизации 1930-х годов на территории Среднеахтубинского района образован колхоз им. Максима Горького. Позднее указом Президиума Верховного Совета РСФСР от 23.12.1955 колхоз им. Максима Горького передан из Среднеахтубинского района в Ленинский.
Решением Сталинградского облисполкома № 14/239 от 24.05.1956 в Среднеахтубинском районе произведено частичное изменение границ Краснозаволжского сельсовета с перенесением его центра на хутор Суходол, с включением хутора Чапаев.
Решением Волгоградского облисполкома № 30/1592 от 09.12.1967 в состав Краснозаволжского сельсовета из Кузьмичевского сельсовета передан хутор Маляевские Дачи. Через два месяца 31 января 1968 года решением Волгоградского облисполкома № 245 от 31.01.1968 Краснозаволжский сельсовет переименован в Суходольский. В том же году решением Волгоградского облисполкома № 18/769 от 31.05.1968 из Краснооктябрьского сельсовета в состав Суходольского сельсовета переданы поселок им. Максима Горького и хутор Булгаков. Таким образом на 01.07.1968 в составе Суходольского сельсовета значатся следующие населенные пункты: хутора Суходол, Булгаков, Маляевские Дачи, Невидимка, Таловый, Чапаевец, Шумроватый и поселок Максима Горького (пойма).
Решениями Волгоградского облисполкома № 9/332 и № 9/350 от 09.04.1973 во вновь образованный Куйбышевский сельсовет перешли хутора Маляевские Дачи, Чапаевец, и установлена территория Суходольского сельсовета в новых границах с включением населенных пунктов: хуторов Суходол, Булгаков, Таловый и поселка Максима Горького.
Современные границы Суходольского сельского поселения установлены 5 апреля 2005 года законом Волгоградской области № 1040-ОД «Об установлении границ и наделении статусом Среднеахтубинского района и муниципальных образований в его составе». В его состав вошли хутора Суходол (административный центр поселения), Булгаков, Маляевские Дачи, Таловый, Чапаевец и поселок Максима Горького.